# Курган (замок)
Курган — руины древнего чаганианского замка доисламского времени, расположенные в Термезе, в северной части первого рабада, рядом с городской стеной. Хорошо сохранившийся образец тохаристанского замка с коридорно-гребенчатым устройством. Исследователь Кургана В. Шишкин датировал здание VI—VII веками. Здание прожило долго, вплоть до начала XIII века.
Ориентированный по сторонам света замок стоял на монолитной пахсовой платформе высотой 3 метра, с традиционно скошенными гранями, был построен из сырца размером 33х33х8-9. Близкое в плане квадрата здание (23-21 метров) было двухэтажным. Почти не сохранившийся верхний этаж повторял устройство нижнего. Вход посреди северной стороны вёл в осевой коридор, деливший здание на две симметричные части, состоящие каждая из пяти удлинённых сводчатых комнат размером 5,8х2,5 метров. В северном торце коридора, у северо-восточного угла сохранилась глубокая ниша со сводом стрельчатой формы, сложенным из жжённого кирпича. Разрушенные ступени и следы проёма у северо-западного угла коридора приняты археологами за вход на внутристенную лестницу, которая вела на верхний этаж.
Фасады Кургана были оформлены сплошной чередой полукруглых выступов-гофров, особенно хорошо сохранившихся на восточной стене. По данным археологов, строитель согласовал размер и количество гофров с внутренним устройством здания — так, что узкие оконные проёмы в торцах комнат совпали с промежутками между спаренными полукруглыми выступами, образуя более сложный ритмический ряд. Этот риём пластического оформления фасадов, представленный множеством монументальных зданий, преимущественно в Хорезме и Мерве VI—XII века, в доисламской архитектуре Тохаристана больше не встречается. Среди довольно многочисленных известных ныне замков-кешков доисламского Тохаристана гофрированный массив термезского Кургана остаётся пока исключением.
Здания аналогичного, очень близкого устройства известны в других областях Средней Азии, далёких от Тохаристана, а в самом Тохаристане Курган остаётся единственным образцом постройки с коридорно-гребенчатой планировкой в её, по выражению С. Г. Хмельницкого, «классически „чистом“, почти идеальном виде».